# Les Secrétaires Volantes
Les Secrétaires Volantes est un groupe de punk rock, originaire de la ville de Québec, au Québec. Il est formé en 1991 et dissous en 1997. Le groupe se reforme brièvement pour quelques concerts en 2005 et 2008.

## Biographie

### Débuts
Les Secrétaires Volantes sont formés en 1991, dans la ville de Québec, au Québec.  Le groupe trouve son origine au sein de Wallygators, formation formée durant les années 80 à Québec. Inspiré par The Damned et autres groupes de la scène punk britannique, les Wallygators font leur apparition sur la scène punk de Québec. Ils donnent plusieurs concerts à l'Ombre Jaune. Après un démo, sous format cassette intitulé rock'n'roll de toilette, le groupe s'affiche lors de plusieurs concerts à Québec et à Montréal, particulièrement avec Me Mom and Morgentaler. En 1990, après avoir joyeusement sévi sur la scène de Québec durant près de trois ans, le groupe se sépare. Alors, arrivent Les Secrétaires Volantes. Selon bandeapart.fm, Les Secrétaires Volantes « font figure de pionniers et de défricheurs pour le rock 'n' roll québécois des années 1990. » Le groupe ne connait pas de succès commercial, même si quelques-uns de leurs vidéo-clips sont diffusés. Leur renommée dépasse cependant les frontières de leur ville d'origine, et laisse une influence durable sur la scène punk québécoise. Certaines de leurs compositions, en particulier celles du premier album (Moustachus, à vos rasoirs, Solange, es-tu réveillée ?, Le rock c'est la santé, Onze heures moins cinq, panique dans la ville) sont devenus des classiques underground[réf. nécessaire].
À leurs débuts, Les Secrétaires Volantes comptent une démo, 100 vingt maux à la minute, et deux albums, Méconium en 1993, et Thermoplastique, beaucoup plus garage, en 1997. Le groupe se distinguait par le mélange des voix masculines et féminines, mais surtout par ses textes élaborés et caustiques. Le groupe se sépare six ans après sa formation en 1997. Après la séparation du groupe, Cocktail se produira sur scène avec Sunny Duval, tout comme Gourmet Délice, fondateur du label Blow the Fuse, et bassiste du défunt groupe Le Nombre. Ken Fortrel pour sa part est membre du duo Call me Poupée. La majorité des musiciens qui composaient les Secrétaires Volantes seront actifs dans d'autres groupes parallèles.

### Retour
Durant l’hiver 2004, une rumeur circule sur un éventuel retour des Secrétaires Volantes, sept ans après leur disparition. Ce retour se concrétise et est officiellement annoncé par le guitariste Jean-Philippe et le bassiste Gourmet en avril 2005. En juillet 2005, les Secrétaires Volantes se réunissent alors brièvement le temps de quelques spectacles. Ils assurent la première partie des légendaires New York Dolls (en fait, ce sont les New York Dolls qui ont ouvert pour les Secrétaires Volantes) au Festival d'été de Québec et jouent aux FrancoFolies de Montréal.
Le groupe se reforme de nouveau en 2008 le temps de deux spectacles, le premier donné le 3 juillet au Divan Orange à Montréal et le second le 5 juillet dans le cadre du 400e anniversaire de la ville de Québec.

## Membres
- Jean-Guy Lubrique - voix, guitare
- Paquerette Cocktail - voix, claviers
- La Poufiasse - voix
- Gourmet Délice - basse
- Ken Fortrel - guitare
- Phil Retors - batterie
- Vince Posadzki - batterie
- Retors - batterie
- Éric Sonic - guitare
- Milo - basse (Steve Cloutier 1993 - 100 vingt maux à la minute (démo en format cassette)

## Discographie
- 100 vingt maux à la minute (démo en format cassette)
- 1993 : Méconium
- 1997 : Thermoplastique
- 1997 : Blow the fuse Pot-Pourri de Quality (single)
- 1998 : Le Québec en marge (single)

## Vidéographie
- Fille ou garçon ?
- Thermoplastique